# Fleurat
Fleurat est une commune française située dans le département de la Creuse, en région Nouvelle-Aquitaine.
Ses habitants sont appelés les Fleuratois.

## Géographie
La commune de Fleurat est constituée du bourg et des 12 villages suivants : Les Boueix, Brézenty, Les Fougères, Les Grandes-Loges, La Grange, Les Parinauds, Les Petites-Loges, Le Peux, Les Plats, Pradeau, Le Trois-et-Demi et du Vergnoux.
Le territoire de la commune est traversé par la Brézentine.
| Naillat                | Naillat        | Bussière-Dunoise |
| Naillat                | Fleurat        |                  |
| Saint-Priest-la-Plaine | Le Grand-Bourg | Saint-Vaury      |

### Climat
Pour des articles plus généraux, voir Climat de la Nouvelle-Aquitaine et Climat de la Creuse.
Historiquement, la commune est dans une zone de transition entre le climat océanique limousin et le climat montagnard.  
En 2020, Météo-France publie une typologie des climats de la France métropolitaine dans laquelle la commune est exposée à un climat de montagne et est dans la région climatique  Ouest et nord-ouest du Massif Central, caractérisée par une pluviométrie annuelle de 900 à 1 500 mm, maximale en automne et en hiver.
Pour la période 1971-2000, la température annuelle moyenne est de 10,3 °C, avec  une amplitude thermique annuelle de 15 °C. Le cumul annuel moyen de précipitations est de 998 mm, avec 12,9 jours de précipitations en janvier et 7,9 jours en juillet. Pour la période 1991-2020, la température moyenne annuelle observée sur la station météorologique la plus proche, située sur la commune de Dun-le-Palestel à 7 km à vol d'oiseau, est de 11,4 °C et le cumul annuel moyen de précipitations est de 920,3 mm,. Pour l'avenir, les paramètres climatiques de la commune estimés pour 2050 selon différents scénarios d’émission de gaz à effet de serre sont consultables sur un site dédié publié par Météo-France en novembre 2022.

## Urbanisme

### Typologie
Au 1er janvier 2024, Fleurat est catégorisée commune rurale à habitat très dispersé, selon la nouvelle grille communale de densité à 7 niveaux définie par l'Insee en 2022.
Elle est située hors unité urbaine. Par ailleurs la commune fait partie de l'aire d'attraction de Guéret, dont elle est une commune de la couronne,. Cette aire, qui regroupe 72 communes, est catégorisée dans les aires de moins de 50 000 habitants,.

### Occupation des sols
L'occupation des sols de la commune, telle qu'elle ressort de la base de données européenne d’occupation biophysique des sols Corine Land Cover (CLC), est marquée par l'importance des territoires agricoles (75,8 % en 2018), en augmentation par rapport à 1990 (73 %). La répartition détaillée en 2018 est la suivante : 
zones agricoles hétérogènes (40,8 %), prairies (35 %), forêts (21,2 %), milieux à végétation arbustive et/ou herbacée (2,9 %). L'évolution de l’occupation des sols de la commune et de ses infrastructures peut être observée sur les différentes représentations cartographiques du territoire : la carte de Cassini (XVIIIe siècle), la carte d'état-major (1820-1866) et les cartes ou photos aériennes de l'IGN pour la période actuelle (1950 à aujourd'hui).

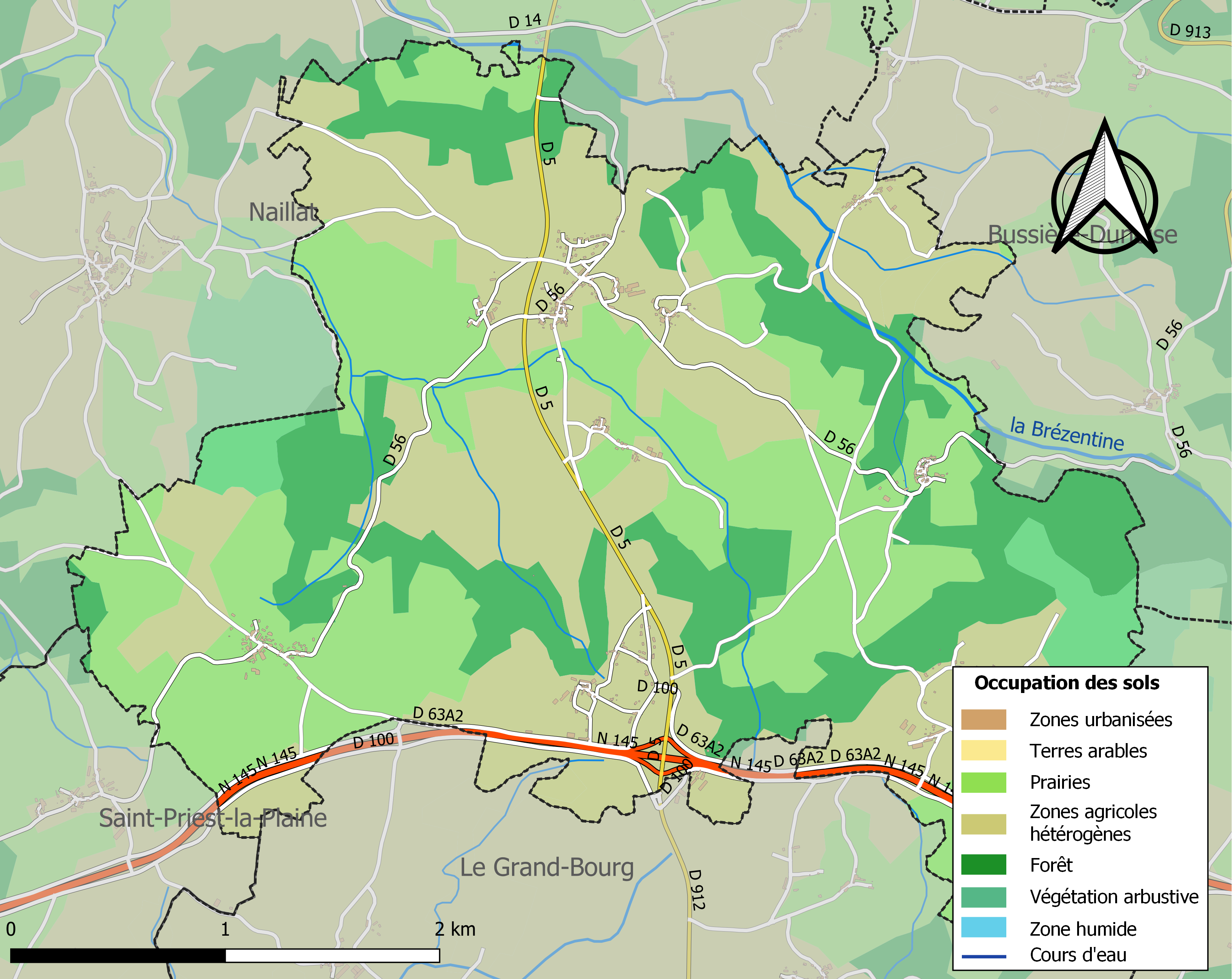
Carte des infrastructures et de l'occupation des sols de la commune en 2018 (CLC).

### Risques majeurs
Le territoire de la commune de Fleurat est vulnérable à différents aléas naturels : météorologiques (tempête, orage, neige, grand froid, canicule ou sécheresse) et séisme (sismicité faible). Il est également exposé à un risque technologique, le transport de matières dangereuses, et à un risque particulier : le risque de radon. Un site publié par le BRGM permet d'évaluer simplement et rapidement les risques d'un bien localisé soit par son adresse soit par le numéro de sa parcelle.

#### Risques naturels

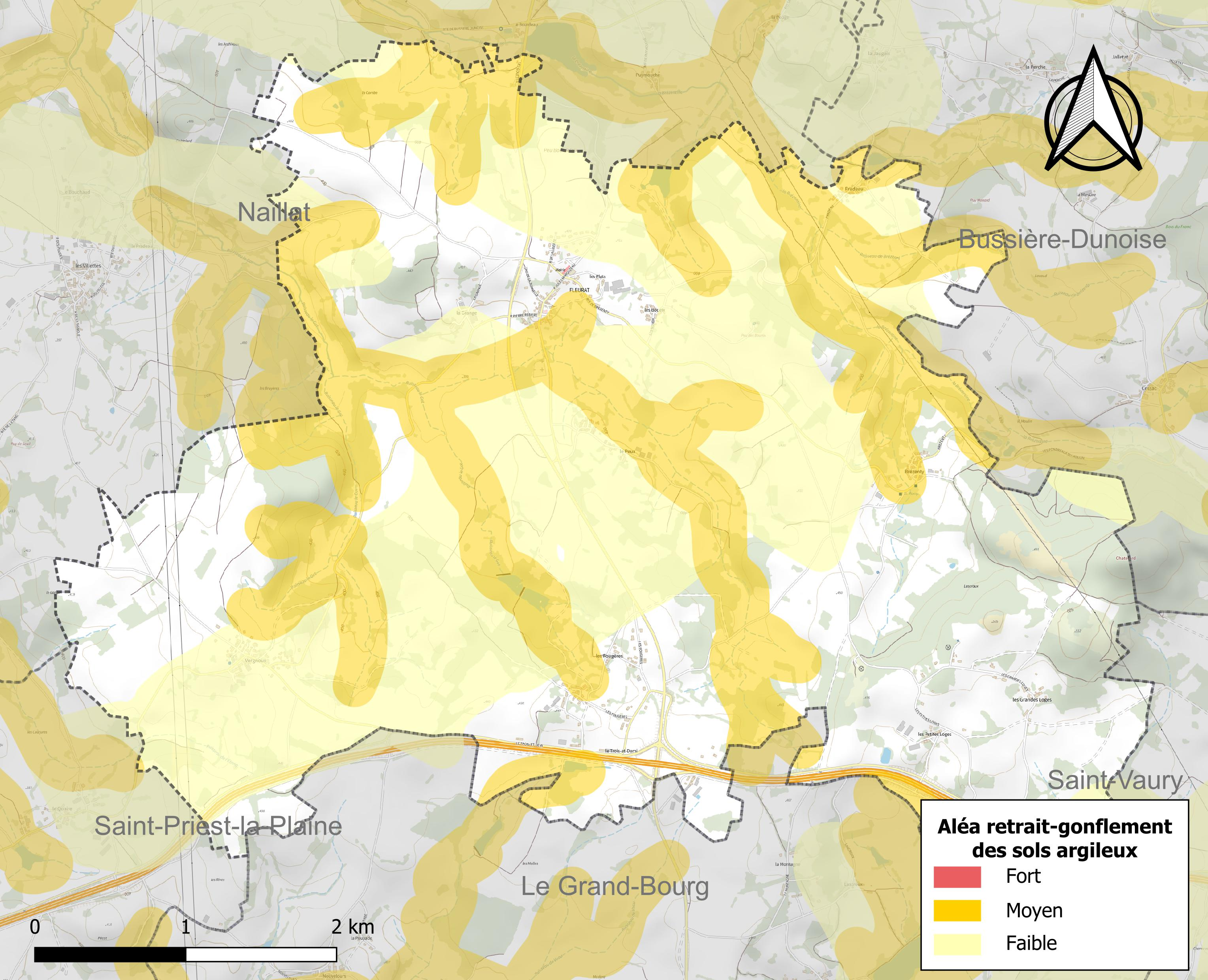
Carte des zones d'aléa retrait-gonflement des sols argileux de Fleurat.

Le retrait-gonflement des sols argileux est susceptible d'engendrer des dommages importants aux bâtiments en cas d’alternance de périodes de sécheresse et de pluie. 29,9 % de la superficie communale est en aléa moyen ou fort (33,6 % au niveau départemental et 48,5 % au niveau national). Sur les 197 bâtiments dénombrés sur la commune en 2019, 37 sont en aléa moyen ou fort, soit 19 %, à comparer aux 25 % au niveau départemental et 54 % au niveau national. Une cartographie de l'exposition du territoire national au retrait gonflement des sols argileux est disponible sur le site du BRGM,.
Par ailleurs, afin de mieux appréhender le risque d’affaissement de terrain, l'inventaire national des cavités souterraines permet de localiser celles situées sur la commune.
La commune a été reconnue en état de catastrophe naturelle au titre des dommages causés par les inondations et coulées de boue survenues en 1982 et 1999. Concernant les mouvements de terrains, la commune a été reconnue en état de catastrophe naturelle au titre des dommages causés par des mouvements de terrain en 1999.

#### Risques technologiques
Le risque de transport de matières dangereuses sur la commune est lié à sa traversée par une ou des infrastructures routières ou ferroviaires importantes ou la présence d'une canalisation de transport d'hydrocarbures. Un accident se produisant sur de telles infrastructures est susceptible d’avoir des effets graves sur les biens, les personnes ou l'environnement, selon la nature du matériau transporté. Des dispositions d’urbanisme peuvent être préconisées en conséquence.

#### Risque particulier
Dans plusieurs parties du territoire national, le radon, accumulé dans certains logements ou autres locaux, peut constituer une source significative d’exposition de la population aux rayonnements ionisants. Certaines communes du département sont concernées par le risque radon à un niveau plus ou moins élevé. Selon la classification de 2018, la commune de Fleurat est classée en zone 3, à savoir zone à potentiel radon significatif.

## Toponymie
Le nom Fleurat vient du toponyme gallo-romain Floriacum voulant dire "le domaine de Florus" (nom romain + suffixe de langue gauloise "acos/acum"). Il a évolué pour donner par la suite Fleurat, forme française et marchoise (Croissant).

## Histoire
La commune de Fleurat commence au bord de la nationale 145 à l'échangeur avec la D912 au lieu-dit le « Trois-et-Demi ». Situé à trois lieues et demi (17 km environ) de Guéret et La Souterraine, ce fut un carrefour sur la Route de St Jacques de Compostelle joignant Bourges à Limoges, puis un Relais de Poste où s'arrêtaient les diligences pour que chevaux et cochers reprennent des forces. Le relais a subi l'air du temps et de la vitesse: le bar et la station-service ne sont plus qu'un simple hameau au bord de la voie express.
Dès l'Antiquité, les chars à bœufs gaulois, puis les courriers de César ont fait boire leur bête à la « taberna » du Trois-et-Demi sur la « via » menant de Garactus (Guéret) à Bretum (Bridiers). Un petit aqueduc romain, découvert sous une pierre plate, dans le pâturage des « Hercules » continue à apporter de l'eau au village.

### Les Templiers et les Hospitaliers
L'église Saint-Michel de Fleurat, citée en 1282 comme chapelle des Templiers, et remaniée aux XIXe et XXe siècles.
Jusqu'à la Révolution française, la paroisse et l'église saint-Jean-Baptiste appartenaient aux Hospitaliers de l'ordre de Saint-Jean de Jérusalem de Lascroux (commanderie de Paulhac).

## Politique et administration
Fleurat appartient au canton du Grand-Bourg, dont le conseiller départemental est Bertrand Labar
Fleurat  était jusqu'en 2012 rattaché à la 1re circonscription  composée des cantons de Bénévent-l'Abbaye, Bonnat, Bourganeuf, Dun-le-Palestel, Le Grand-Bourg, Guéret-Nord, Guéret-Sud-Est, Guéret-Sud-Ouest, Saint-Vaury, La Souterraine. Le député de cette circonscription était Michel Vergnier (PS).
Depuis le redécoupage des circonscriptions législatives françaises de 2010, la Creuse ne comporte plus qu'une seule circonscription.
Lors des élections législatives françaises de 2012, Michel Vergnier qui était le député (PS) de la 1re circonscription depuis 1997 a été élu député de la Creuse face à Jean Auclair qui était le député (UMP) de la deuxième circonscription.

### Liste des maires
| Période    | Période  | Identité       | Étiquette | Qualité                                                          |
| ---------- | -------- | -------------- | --------- | ---------------------------------------------------------------- |
| avant 1981 | ?        | Henri Gagnadre | PCF       |                                                                  |
| 1983       | 2020     | Didier Bardet  | PS        | Retraité de l'enseignement Ancien conseiller général (2011-2015) |
| 2020       | en cours | Michel Ringuet |           | Responsable technique celmar                                     |

## Démographie
L'évolution du nombre d'habitants est connue à travers les recensements de la population effectués dans la commune depuis 1793. Pour les communes de moins de 10 000 habitants, une enquête de recensement portant sur toute la population est réalisée tous les cinq ans, les populations de référence des années intermédiaires étant quant à elles estimées par interpolation ou extrapolation. Pour la commune, le premier recensement exhaustif entrant dans le cadre du nouveau dispositif a été réalisé en 2006.

En 2022, la commune comptait 307 habitants, en évolution de +0,66 % par rapport à 2016 (Creuse : −3,32 %, France hors Mayotte : +2,11 %).
| 1793 | 1800 | 1806 | 1821 | 1831 | 1836 | 1841 | 1846 | 1851 |
| ---- | ---- | ---- | ---- | ---- | ---- | ---- | ---- | ---- |
| 558  | 602  | 526  | 679  | 738  | 710  | 756  | 771  | 792  |

| 1856 | 1861 | 1866 | 1872 | 1876 | 1881 | 1886 | 1891 | 1896 |
| ---- | ---- | ---- | ---- | ---- | ---- | ---- | ---- | ---- |
| 760  | 765  | 765  | 712  | 744  | 693  | 732  | 734  | 707  |

| 1901 | 1906 | 1911 | 1921 | 1926 | 1931 | 1936 | 1946 | 1954 |
| ---- | ---- | ---- | ---- | ---- | ---- | ---- | ---- | ---- |
| 725  | 693  | 667  | 590  | 570  | 523  | 515  | 499  | 395  |

| 1962 | 1968 | 1975 | 1982 | 1990 | 1999 | 2006 | 2011 | 2016 |
| ---- | ---- | ---- | ---- | ---- | ---- | ---- | ---- | ---- |
| 347  | 316  | 281  | 253  | 255  | 273  | 261  | 286  | 305  |

| 2021 | 2022 | - | - | - | - | - | - | - |
| ---- | ---- | - | - | - | - | - | - | - |
| 310  | 307  | - | - | - | - | - | - | - |

## Lieux et monuments
- Le lavoir et la fontaine du village de Brézenty, le lavoir et la fontaine du village de Pradeau, le lavoir du village du Peux.
- La place Saint Michel à Fleurat.
- Église Saint-Michel-Archange de Fleurat.

### Cartes postales anciennes

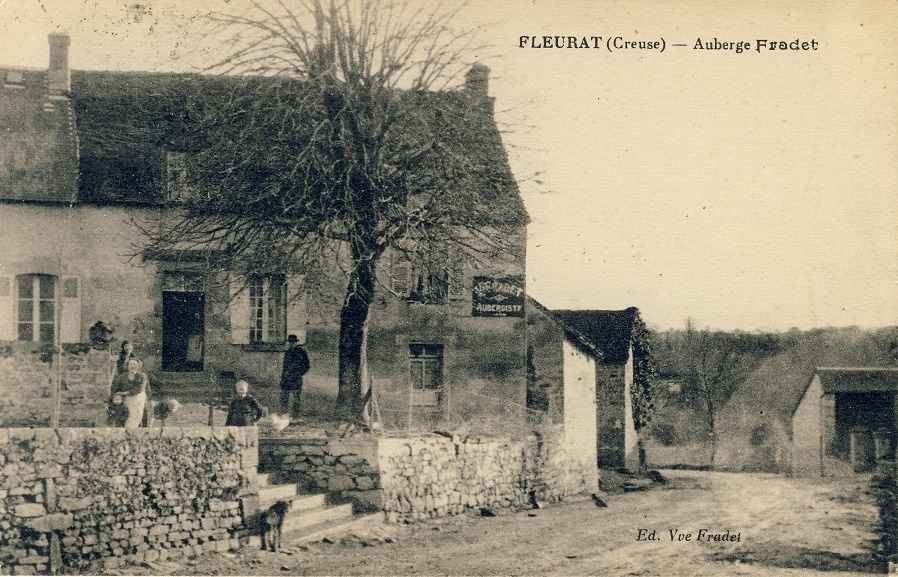
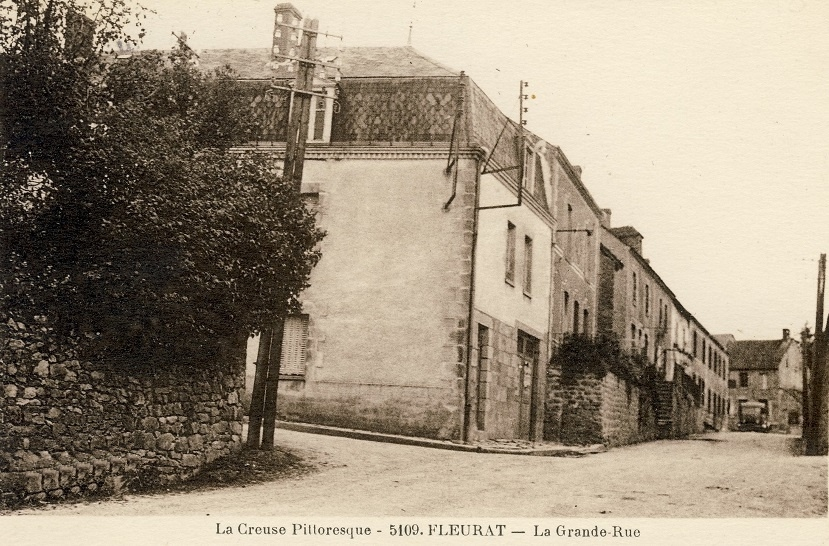
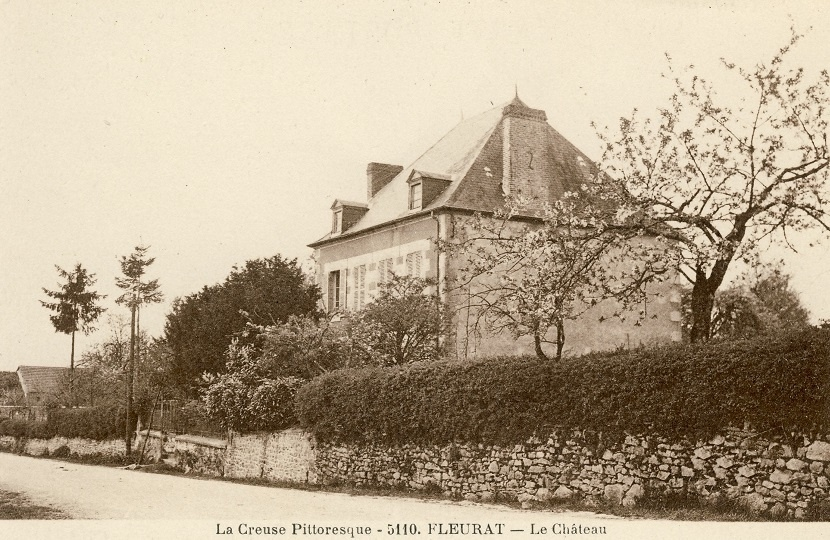
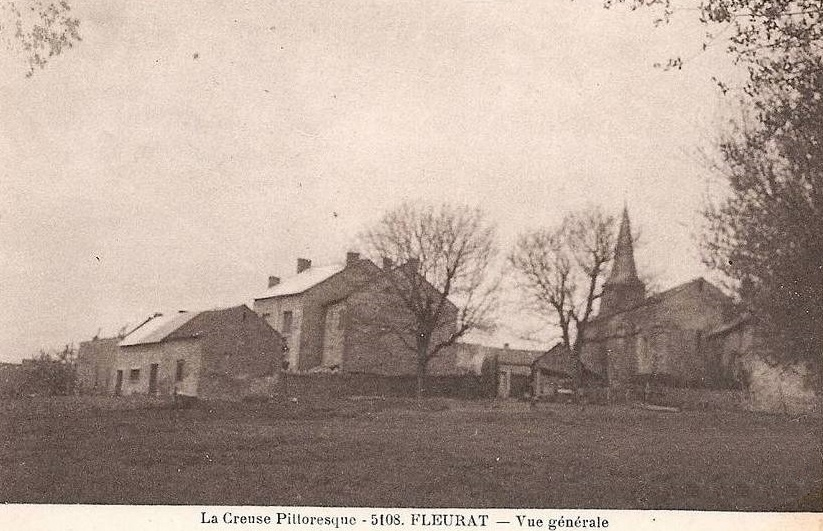
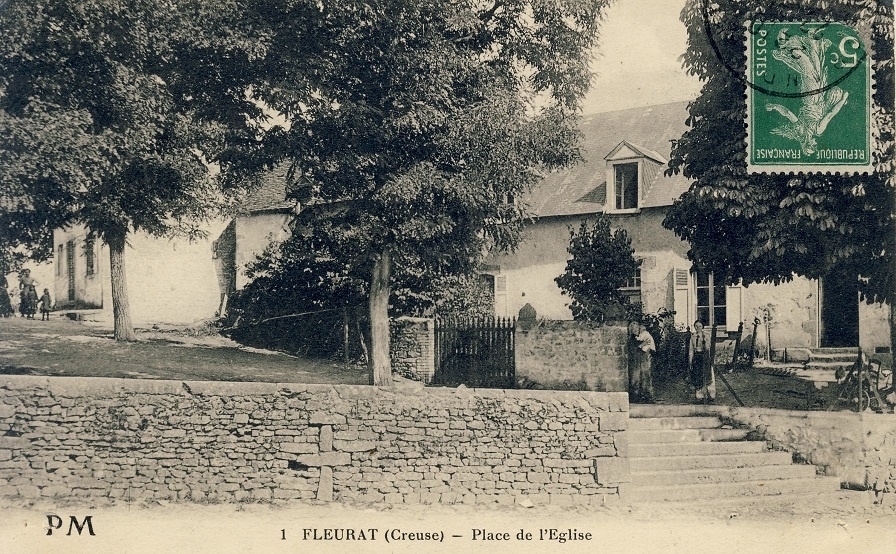

## Personnalités liées à la commune
- Jules Marouzeau (1878-1964), latiniste et stylisticien français, est né à Fleurat. Reçu second à l'agrégation de lettres, docteur ès lettres en 1910, il a enseigné pendant de longues années la langue et la stylistique latine à la Sorbonne et fut membre de l'Institut (Académie des inscriptions et belles-lettres). Grand savant et pédagogue, Jules Marouzeau a rédigé des manuels fort prisés sur la langue latine et la linguistique. Enfin, il a décrit dans Une Enfance, paru en 1937, ses années d'internat.